# John Forsyth (politician)
John Forsyth (politician) (n. 22 octombrie 1780 - d. 21 octombrie 1841) a fost un politician american, Secretar de Stat al Statelor Unite între 1834 și 1841.